# Nitzan Hanochi
Nitzan Yehuda Hanochi (in ebraico ניצן חנוכי‎?; Kfar Saba, 10 giugno 1986) è un ex cestista e allenatore di pallacanestro israeliano.

## Carriera
Con Israele ha disputato i Campionati europei del 2013.

## Palmarès
- Campionato israeliano: 1

Maccabi Rishon LeZion: 2015-16